# Andrew Ramsay
Sir Andrew Crombie Ramsay (Glasgow, Escócia, 31 de janeiro de 1814 — Beaumans, 9 de dezembro de 1891) foi um geólogo britânico de origem escocesa.
Foi laureado com a medalha Wollaston de 1871, concedida pela Sociedade Geológica de Londres.